# Liste der Patriarchen von Grado
Die Frage, wer zu den Patriarchen von Grado zu rechnen sei, ist für das Frühmittelalter seit Jahrhunderten umstritten. Daher kommen die Autoren auf stark divergierende Angaben, eine Unsicherheit, die durch die Widersprüchlichkeit der Quellenangaben und die spät einsetzende venezianische Überlieferung noch gesteigert wird. 1875 zählte etwa Simone Dellagiacoma 60 Patriarchen von Grado, die nach seiner Auffassung, die er in einer dreiseitigen Fußnote begründet, zwischen 725 und 1451 amtierten. Heinrich Kretschmayr hingegen zählt 1905 in seiner Liste allein fünf Patriarchen auf, die noch vor Candidianus in den von ihm benutzten Quellen erscheinen, nämlich „Paulus (Paulinus)“, „Probinus“, „Elias“, „Severus“ und „Marcian“. Candidianus datiert er etwa in die Jahre 607 bis 612 oder 610 bis 615, die Quellen geben als Amtsdauer fünf Jahre an.

## In Grado ansässige Patriarchen
- Candidianus (606–612)
- Epiphanius (612–613) † 616
- Cyprianus (613–627)
- Fortunatus I. (628?)
- Primogenius (630–647)
- Maximus II. (649)
- Stephanus II. (670–672)
- Agatho († 679)
- Christophorus (682–717)[4]
- Donatus (717–725)
- Antoninus (725–747)
- Emilianus (747–755)
- Vitalianus (755–767)
- Johannes von Grado (767–802)
- Fortunatus II. (802/3–820) † wohl 825/826
- Johannes V. (820–825)
- Venerius Trasmondo (825–851/2)
- Viktor I. (852–858)
- Vitalis I. Particiaco (Partecipazio) (858–…)
- Petrus I. Marturio (875–877/8)[5]
- Viktor II. Particiaco (878–…)
- Georgius
- Vitalis II.
- Domenicus I. Tribuno (904–…)
- Dominicus II. (919)
- Laurentius Mastalico
- Marinus Contarini (933–…)
- ? (944)
- Bonus Blancanico (960)
- Vitalis III. Barbolani
- Vitalis IV. Candiano (967–1018)
- Orso Orseolo (1018–1026)
- Vakanz
- Orso Orseolo (1030–1049)
- Dominicus III. Bulçanus (1050(?), nur sieben Tage im Amt)
- Dominicus IV. Marango (5. Mai 1050 Pallium – nach Juli 1073)[6]
- Dominicus V. Cerbano (1074–1077)
- Johannes VI. Saponario
- Petrus II. Badoer da Noale (1092–1105)

## In Venedig ansässige Patriarchen
- Giovanni VII. Gradenigo (Johannes Gradonico) (1105–1108)
- Vakanz
- Giovanni VII. Gradenigo (1112–1129)
- Henricus (Enrico) Dandolo (1129–1182)
- Giovanni VIII. Segnale (Johannes Signolo) (1188–1201)
- Benedictus Faletro (Falier) (1201–1207)
- Angelo Barozzi (1211–1238)
- Leonardus Querini (1238–1244)
- Lorenzo (1244–1255)
- Jacopo Belligno (März bis Juni 1255)
- Angelus Maltraverso (1255–1272)
- Giovanni IX. da Ancona (1272–1279)
- Guido (1279–1289)
- Lorenzo di Parma (1289–1295)
- Egidio (Giles) de Ferrara (1295–1310) (danach Patriarch von Alexandria)
- Angelo Motonense (1310–1313)
- Paolo de Pilastris (1313–1316)
- Marco de Vinea (1316–1318)

- Domenico (1318–1332)
- Dino di Radicofani (1332–1337)
- Andrea da Padova (1337–1355)
- Orso Dolfin (1355–1361)
- Fortanerius Vassalli (1361–1367)

- Francesco Querini (1367–1372)
- Thomas von Frignano (1372–1381)
- Urbano (1383–1389)
- Pietro Amelio (1389–1400)
- Pietro (1400–1406)
- Giovanni X. Zambotti (1406–1408)

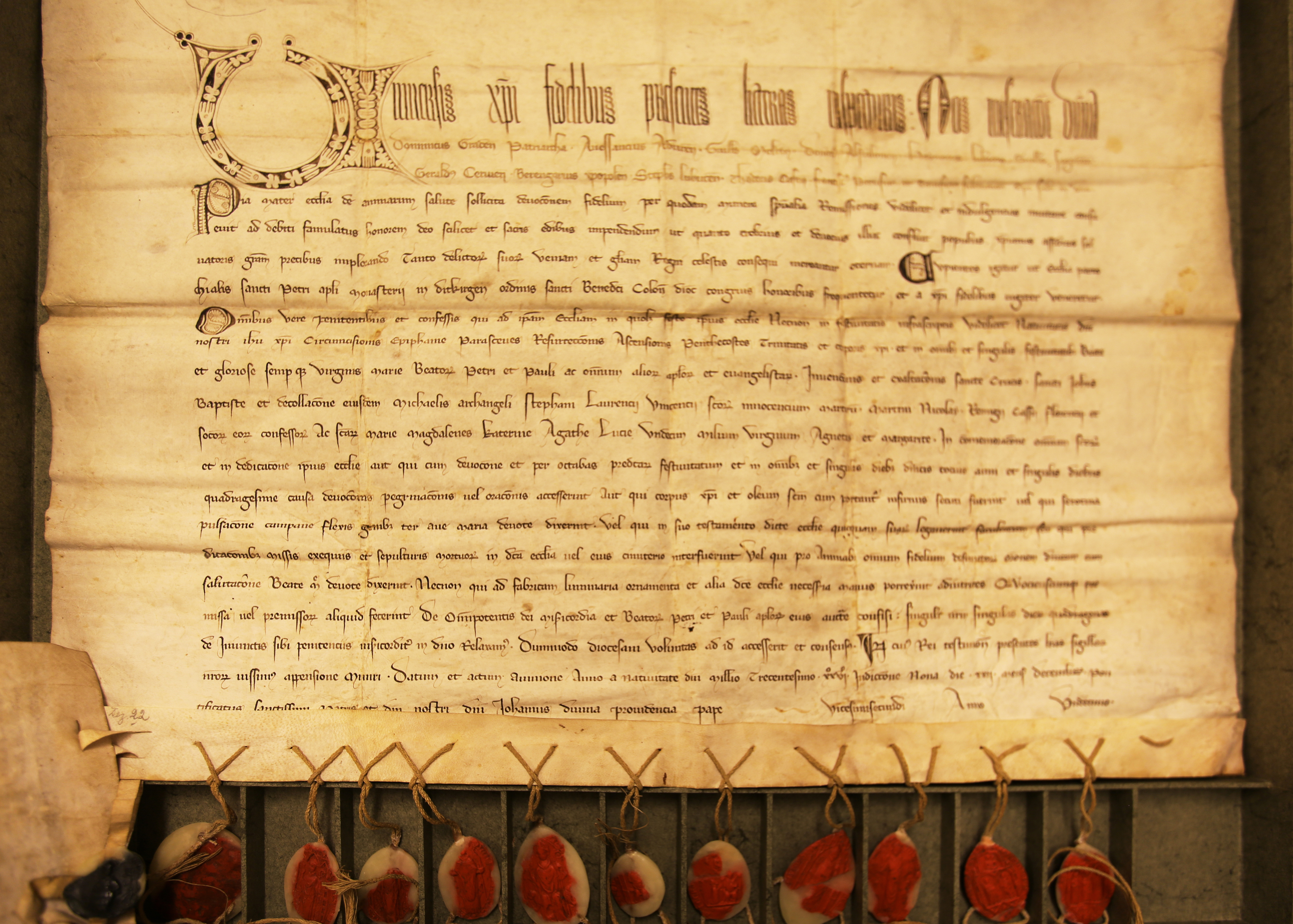
Ablassurkunde des Patriarchen Domenico

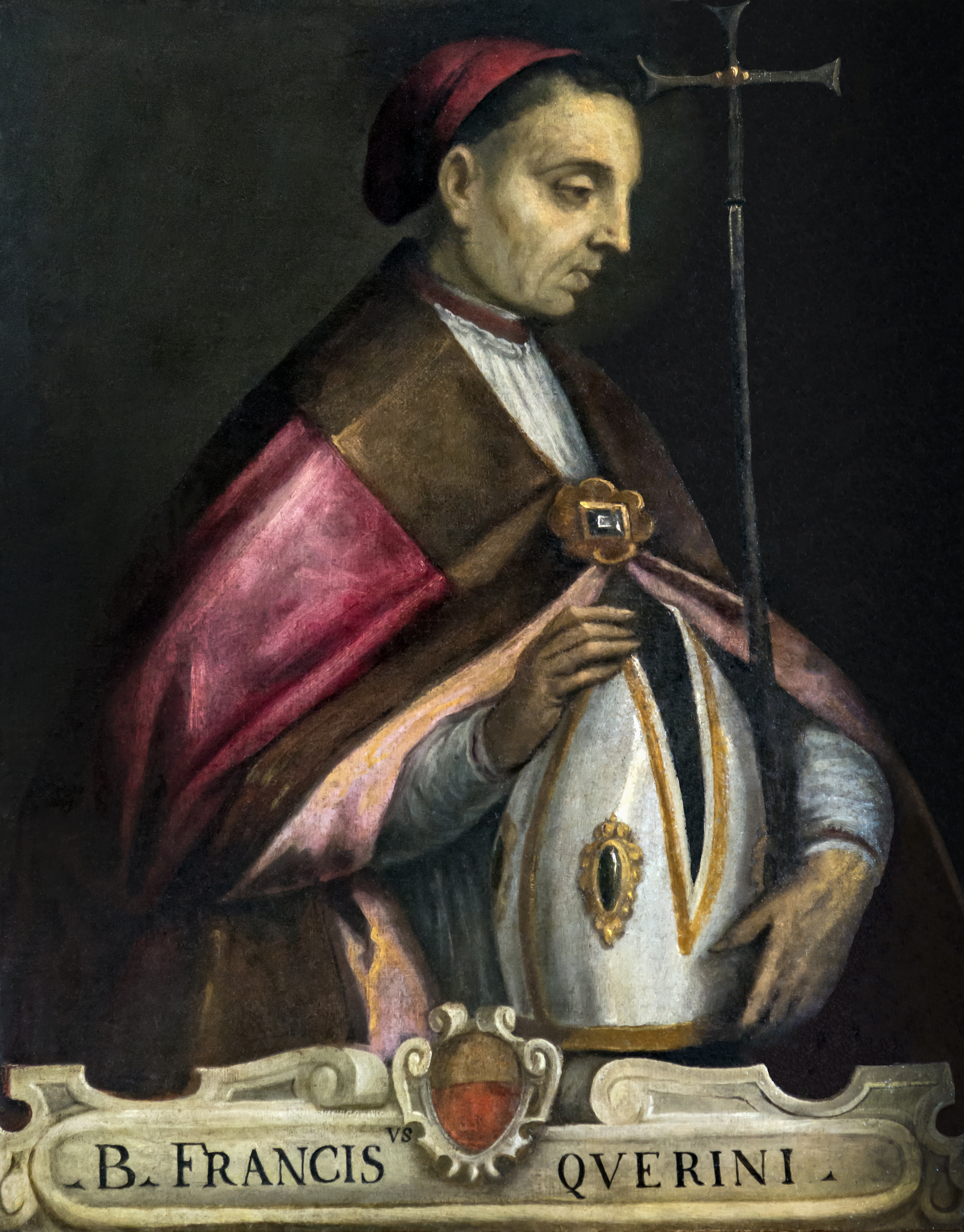
Der selige Francesco Querini, Anonymus, um 1622, Öl auf Leinwand, 100 mal 74 cm, Madonna dell’Orto

- Francesco Lando (1408–1409) (auch Patriarch von Konstantinopel)
- Leonardo Delfino (1409–1427)
- Biagio Molina (1427–1439)
- Marco Condulmer (1439–1445) (auch Patriarch von Alexandria)
- Domenico VI. Michiel (1445–1451)

Nach dem Tod des letzten Patriarchen 1451 wurde das Patriarchat Grado durch Papst Nikolaus V. aufgelöst und an seiner Stelle zusammen mit den Bistümern Castello und Venedig das Patriarchat von Venedig eingerichtet, dessen erster Patriarch Lorenzo Giustiniani war.